# 葛西美香
葛西 美香（かさい みか）は、日本の女性ナレーター、声優。身長153cm。
甲南女子大学文学部卒業。以前は、大阪テレビタレントビューロー（TTB）に所属していた。

## 出演作品
※太字はメインキャラクター。

### ゲーム
1999年
- サムライスピリッツ新章 〜剣客異聞録 甦りし蒼紅の刃〜（乱鳳[2]、眠兎[3]）※PS

2007年
- サムライスピリッツ新章 〜剣客異聞録 甦りし蒼紅の刃〜（乱鳳、眠兎）※ゲームアーカイブス配信

### 出演番組・イベント
- 歌謡曲これ！イチバン（OBC）[1]
- MONOモノ倶楽部（YTV）[1]
- 田渕岩夫の得ダネ!てれび（KBS）[1]
- BEHAPPY78.9（FMキタ）パーソナリティ[1]
- besthit kyoto（KBS）リポーター[1]
- リクジャム（U-SEN）[1]

### 出演CM・VPナレーション
- ジャパンフローラ2000イベント司会[1]
- キャラクターショー司会[1]
- 京都新阪急ホテル[1]